# Nicola Porpora
Nicola (Antonio) Porpora (17. srpna 1686, Neapol – 3. března 1768, Neapol) byl italský skladatel operní a chrámové hudby, představitel neapolské operní školy.

## Život
Narodil se 17. srpna 1686 v Neapoli jako syn Carla a Cateriny Porporových. Otec byl neapolským knihkupcem. Ve věku 10 let byl přijat na konzervatoř Conservatorio dei Poveri di Gesu Cristo, kde jeho prvním učitelem kompozice byl Gaetano Greco. Aby se udržel na studiích, přivydělával si již od roku 1699 výukou hudby.
První zakázku na operu obdržel v roce 1708. Byla to opera „L'Aggrippina“ a měla okamžitý úspěch. Porporovu kariéru je možno sledovat podle podpisů na partiturách jeho oper. V roce 1711 byl kapelníkem prince Filipa Hesenského, generála rakouské armády v Neapoli. V roce 1713 byl kapelníkem portugalského velvyslance v Římě a v roce 1715 maestrem prestižní konzervatoře Conservatorio di S Onofrio. O rok později obdržel od prince Filipa, který byl v té době již guvernérem mantovským, čestný titul.
V roce 1717 tragicky zahynuli jeho otec i bratr a tak byl donucen znásobit svou pedagogickou činnost, aby mohl podporovat rodinu.
Operní scéna v Neapoli byla v té době ovládána Alessandrem Scarlattim. Porpora využil příležitosti, když Scarlatti odcestoval, a uvedl na scénu krátce po sobě dvě opery u příležitosti jmenin a narozenin císařovny Alžběty (manželky Karla VI.) a o rok později začala jeho spolupráce s dvěma vynikajícími umělci té doby, básníkem Pietrem Metastasiem a později slavným kastrátem Farinellim. V té době bylo Farinellimu pouhých 16 let.
Porpora prorazil i na římských scénách a byl si natolik jist svou kariérou operního skladatele, že se roku 1722 vzdal pedagogické činnosti na neapolských konzervatořích.
V roce 1724 uskutečnil bez většího úspěchu turné do Německa a Rakouska s operou „Damiro e Pitia“. Císař Karel VI. shledal jeho hudbu příliš ozdobnou a vyumělkovanou. Vrátil se tedy do Itálie, kde slavil velké úspěchy v Benátkách. Oceněním jeho umění bylo jmenování „Maestro del pio Ospedale degli'Incurabili“.
I v Benátkách však musel o svou pozici tvrdě bojovat. Nejprve soutěžil o přízeň publika s Leonardem Vincim a po jeho smrti mu vyvstal celoživotní konkurent v Johannu Adolfovi Hassem.
V roce 1733 přijal v Londýně pozvání operní společnosti „Opera of the Nobility“, která měla konkurovat obdobné operní společnosti G. F. Händela. Jeho opery byly uváděny v Lincoln's Inn Fields Theatre, po počátečních úspěších se však společnost začala potýkat s finančními problémy. Porpora se v roce 1736 vrátil do Benátek. Útěchou mu mohlo být, že získal přátelství prince Waleského, kterému věnoval několik skladeb, a patrně i to, že Händelova operní společnost skončila obdobně.
Po příjezdu do Benátek obdržel titul „Maestro Incurabili“ a uvedl několik oper v hlavních benátských divadlech. V roce 1738 přesídlil do Neapole, kde dostal zakázku na operu k narozeninám neapolského krále Karla VII. a byl jmenován kapelníkem konzervatoře Conservatorio di S Maria di Loreto.
Po krátké zastávce v Londýně, kde uvedl premiéru své opery „Temistocle“ v Královském divadle (22. února 1743), se vrátil do Benátek a plně se věnoval výuce na konzervatoři Ospedaletto.
V roce 1747 byl pozván do Drážďan k saskému dvoru jako učitel zpěvu princezny Marie Antonie Walpurgis. Zde se opět setkal se svým starým rivalem Johannem Adolfem Hassem. Konflikt byl o to větší, že Porpora se snažil prosadit mladou sopranistku Reginu Mingotti proti manželce J. A. Hasse Faustině Bordoni. Navzdory těmto osobním kontroverzím byl Porpora jmenován dvorním kapelníkem (zatímco Hasse byl vrchním kapelníkem). U saského dvora sloužil až do roku 1752, kdy odešel do Vídně.
Ve Vídni obnovil přátelství s Pietrem Metastasiem a vyučoval řadu prominentních osobností. Mezi jeho žáky patřil i Joseph Haydn, který mu také vypomáhal jako korepetitor. Haydn později prohlásil, že skutečné základy kompozice mu dal právě Nicola Porpora.
V roce 1759 mu saský dvůr s ohledem na vypuknutí sedmileté války přestal vyplácet penzi. Přijal ještě zaměstnání na neapolských konzervatořích a zakázku na operu pro Teatro San Carlo. Ta však skončila neúspěchem. V září roku 1761 ze zdravotních důvodů na pedagogickou činnost rezignoval. Poslední léta svého života prožil v Neapoli.
Po životě plném úspěchů a mezinárodního uznání zemřel v chudobě 3. března 1768. Na jeho zádušní mši v chrámu Ecce Homo účinkovali všichni významní hudebníci Neapole bez nároku na odměnu.

## Dílo
Jeho dílo je velice rozsáhlé. Kromě skladeb uvedených v následujícím seznamu zkomponoval 130 světských kantát, 40 chrámových sborů, 7 mší, 9 sólových motet, 13 mariánských antifon a 22 jiných liturgických skladeb.
Těžiště jeho díla spočívá ve vokální tvorbě, zejména v opeře. Jeho nezanedbatelným vkladem do rozvoje tohoto žánru jsou recitativy, které se svou intonací a rytmem přibližují hovorové řeči. Instrumentální dílo je relativně malé. Dodnes živý je violoncellový koncert a Sinfonie da camera (op. 2).

### Opery
1. Adelaide – Řím, Teatro Alibert delle Dame, 1723
2. Amare per regnare – Řím, Teatro Alibert delle Dame, 1723
3. Annibale – Benátky, S Angelo, 1731
4. Arianna e Teseo – Benátky, Teatro S Giovanni Grisostomo, 1727
5. Arianna in Naxo – Londýn, Lincolns Inn Fields Theatre, 1733
6. Basilio re d'oriente – Neapol, Fiorentini, 1713
7. Berenice regina d'Egitto o vero Le gare d'amore e di politica – Řím, Teatro Capranica, 1718
8. Carlo il calvo – Řím, Teatro Alibert delle Dame, 1738
9. Damiro e Pitia o vero Le gare dell'amicitia e dell'amore – Mnichov, 1724
10. Didone abbandonata – Reggio nell'Emilia, 1724
11. Enea nel Lazio – Londýn, Lincolns Inn Fields Theatre, 1734
12. Ezio – Benátky, Teatro S Giovanni Grisostomo, 1728
13. Faramondo – Neapol, Teatro di S Bartolomeo, 1719
14. Filandro – Drážďany, 1747
15. Flavio Anicio Olibrio (2. verze) – Řím, Teatro Alibert delle Dame, 1722
16. Flavio Anicio Olibrio (1. verze) – Neapol, Teatro di S Bartolomeo, 1711
17. Germanico in Germania – Řím, Teatro Capranica, 1732
18. Ifigenia in Aulide – Londýn, Kings Theatre in the Haymarket, 1735
19. II trionfo di Camilia (2. verze) – Neapol, S Carlo, 1760
20. Il barone di Zampano – Neapol, Nuovo, 1739
21. Il trionfo del valore – Neapol, Nuovo, 1741
22. Il trionfo di Camilla (1. verze) – Neapol, S Carlo, 1740
23. Issipile – Řím, Pioli Palazzo Rucellai, 1733
24. L'Agrippina – Neapol, Palazzo Reale, 1708
25. La Semiramide riconosciuta (2. verze) – Neapol, S Carlo, 1739
26. La verita nell'inganno – Milán, Regio Ducal,1726
27. Lucio Papirio – Benátky, S Cassiano,1737
28. L'amico fedele – Neapol, Fiorentin,. 1739
29. Meride e Selinunte – Benátky, Teatro S Giovanni Grisostomo,1727
30. Mitridate – Řím, Teatro Capranica, 1730
31. Mitridate – Londýn, Kings Theatre in the Haymarket, 1736
32. Polifemo – Londýn, Kings Theatre in the Haymarket, 1735
33. Poro – Turín, Regio,1731
34. Rosbale – Benátky. Teatro S Giovanni Grisostom,. 1737
35. Semiramide regina dell'Assiria – Neapol,Teatro di S Bartolomeo, 1724
36. Semiramide riconosciuta (1. verze) – Benátky, Teatro S Giovanni Grisostomo, 1729
37. Siface (1. verze) – Benátky, Teatro S Giovanni Grisostomo, 1724
38. Siface (2. verze) – Řím, Teatro Capranica, 1730
39. Siroe re di Persia – Řím, Teatro Alibert delle Dame, 1727
40. Statira – Benátky, Teatro S Giovanni Grisostomo, 1742
41. Tamerlano – Turín, Regio,1730
42. Temistocle – Londýn, Kings Theatre in the Haymarket, 1743
43. Tiridate – Neapol, S Carlo, 1740

### Serenády
1. Angelica – Neapol, Palazzo de Prencipe di Torella, 1720
2. Cantata a 4 (Fortuna, Genio, Valore, Gloria) – ,Řím Palazzo Odescalchi, 1712
3. Componimento drammatico: da cantarsi nel giorno del glorioso nome…della imperatrice regnante Elisabetta Cristina – Řím, Palazzo Cardinale Cienfuego, 1732
4. Festa d'Imeneo – Londýn, 1736 (ke svatbě Prince Waleského)
5. Giasone – Neapol, Palazzo Reale, 1732
6. Gli orti esperidi – Neapol, Palazzo Reale, 1721
7. Imeneo in Atene (2. verze) – Benátky, S Samuele, 1726
8. Imeneo (1. verze) – Neapol, Palazzo de Principe di Montemiletto, 1723
9. Intermezzo – Madrid, ke svatbě Prince Filipa
10. Le nozze d'Ercole ed Hebe – Neapol, Palazzo Pignatelli, 1739
11. Nuova aurea e culta eta dell'onore – Lucca, Palazzo del Marchese di Fontes, 1713
12. Serenata (Deianira, Iole, Ercole) – Neapol, 1712

### Pasticia
1. Artaserse – 1721
2. Artaserse – 1734
3. Belmira – 1734
4. Orfeo – 1736

### Duchovní opery, kantáty a oratoria
1. Cantata: da recitarsi nel Palazzo Apostolico la notte del SS Natale – Řím, Palazzo Apostolico, 1732
2. David e Bersabea – Oratorium, Londýn, 1734
3. Ermengildo – Sbory ke křesťanské tragédii, Neapol 1729
4. Il Gideone – Vídeň, 1737
5. Il martirio di S Eugenia – Tragedia sacra, Neapol, Conservatorio S Onofrio, 1721
6. Il martirio di S Giovanni Nepomuceno – Anzione sacra, Lent, 1732
7. Il trionfo della divina giustizia ne'tormenti e morte di Giesů Cristo signor nostro – Drama sacro Neapol, S Luigi di Palazzo, 1716
8. Il verbo in carne (oratorio per la nascita di Gesu Cristo) – Řím, 1748
9. Israel ab Aegyptus liberatus – Actio sacra, Benátky, Ospedale degli Incurabili, 1759
10. Nos qui salvasti (introduzione al psalmum Miserere) – 1731
11. Resplendet novo sole nox (motetto pastorale) – 1739
12. Sacram sumentes lyram (introduzione al psalmum Miserere) – 1731
13. Sanctus Petrus Urseolus – Oratorio, Benátky, Ospedale degli Incurabili, 1732
14. Trattenimento sagro drammatico – Neapol, Sedile di Portanova, May 1768

### Instrumentální dílo
1. 12 sonát pro housle a basso continuo (1745)
2. 6 symfonií da camera (1736)
3. 6 sonát pro dvoje housle, violoncelo a basso continuo (1745)
4. Koncert G-dur pro violoncelo a smyčcový orchestr
5. Sonáta pro violoncelo a basso continuo
6. Koncert pro flétnu a smyčcový orchestr
7. Fuga G-dur pro cembalo
8. Ouverture Roiale (1763)